# 青森縣立保健大學
青森縣立保健大學，是一所位於日本青森縣的公立大學，該校校舍由知名建築師黑川紀章所設計。

## 沿革
- 1999年 創校，設健康科學部。
- 2003年 大學院（健康科學研究科）開設。
- 2005年 大學院博士後期課程設置。
- 2008年 法人化。

## 教育
- 學部
  - 護理學科
  - 物理治療學科
  - 社會福利學科
  - 營養學科
- 大學院
  - 健康科學研究科

## 對外關係
國際交流協定校：
- 韓國
  - 仁濟大學
- 美國
  - 維拉諾瓦大學

## 交通
- 鐵路
  - 於青森鐵道線的東青森站或小柳站下車，徒步約10分鐘。
- 公車
  - 青森市營巴士（日语：青森市営バス）縣立保健大學站。

## 相關人物
- 羽入辰郎（日语：羽入辰郎）

## 外部連結
- （日語）青森縣立保健大學 （页面存档备份，存于）